# Scott Altman
Scott Douglas Altman (Lincoln, 15 augustus 1959) is een voormalig Amerikaans ruimtevaarder. Altman zijn eerste ruimtevlucht was STS-90 met de spaceshuttle Columbia en vond plaats op 17 april 1998. Tijdens de missie werd er wetenschappelijk onderzoek gedaan in de Spacelab module.
In totaal heeft Altman vier ruimtevluchten op zijn naam staan, waaronder een missie naar het Internationaal ruimtestation ISS en de ruimtetelescoop Hubble. In 2010 verliet hij NASA en ging hij als astronaut met pensioen.

## Trivia
- Scott Altman heeft in 1986 als F-14 piloot stuntwerk geleverd voor de filmopnames van Top Gun.